# Gruffydd ap Rhys († nach 1267)
Gruffydd ap Rhys (auch Gruffudd ap Rhys) († nach 1267 in Kilkenny) war der letzte walisische Lord von Senghenydd. 

## Leben
Gruffydd ap Rhys folgte 1256 seinem Vater Rhys ap Gruffydd als Lord von Senghenydd nach. Im Gegensatz zu seinem Vater, der sich meist loyal gegenüber seinem englischen Oberherrn, dem Lord of Glamorgan, verhalten hatte, verbündete sich Gruffydd ap Rhys 1258 mit Llywelyn ap Gruffydd, dem walisischen Fürsten von Gwynedd. Durch dieses Bündnis erstreckte sich der Einfluss von Llywelyn, der 1262 auch das nördlich an Senghenydd angrenzende Brecknockshire eroberte, bis weit nach Südostwales. Als Verbündeter von Fürst Llywelyn geriet Gruffudd in Konflikt mit dem jungen Earl Gilbert de Clare, der im November 1266 nach den Wirren des Zweiten Kriegs der Barone die Herrschaft von Glamorgan übernommen hatte. Daraufhin überfiel Clare im Januar 1267 überraschend Senghenydd. und nahm am 9. Januar Gruffydd ap Rhys gefangen. Gruffydd wurde zunächst in Cardiff Castle inhaftiert, ehe Clare ihn in seine irische Burg Kilkenny bringen ließ, wo er vermutlich im Kerker starb.

## Nachwirkung
Senghenydd blieb zwischen Earl Gilbert und Fürst Llywelyn, der sich als Schutzherr aller walisischen Fürsten und Lords sah, umstritten. Llywelyn beschwerte sich beim englischen König Heinrich III. über den Angriff auf seinen Vasallen und unterstützte bis 1272 die Ansprüche von Maredudd ap Rhys, der vermutlich ein Bruder von Gruffydd war. Dennoch blieb Senghenydd von Gilbert de Clare besetzt und wurde bis 1272 in Glamorgan eingegliedert. Gruffydds Söhne behielten einen verstreuten Grundbesitz. Einer seiner Söhne war Llywelyn Bren, der 1316 einen erfolglosen walisischen Aufstand gegen die englische Herrschaft anführte.